# René Meléndez
Pour les articles homonymes, voir Meléndez.
René Orlando Meléndez Brito dit Pampino (né le 29 décembre 1928 à Pedro de Valdivia au Chili et mort le 14 novembre 2002 à Viña del Mar) est un joueur de football chilien.
Il fait partie de l'effectif de l'Everton de Viña del Mar qui remporte ses premiers championnats chilien en 1950 (il inscrit le but du titre en finale contre l'Unión Española) et 1952, année où il finit meilleur buteur du championnat avec 30 buts.
Après avoir joué à Everton, il rejoint le club de l'Universidad de Chile, avant de se diriger vers O'Higgins, puis à l'Unión La Calera, club avec qui il remporte le titre de champion de Segunda División en 1961. Il signe ensuite chez le Deportes Colchagua avant de terminer sa carrière au Club Deportivo Luis Cruz Martínez. Il prend sa retraite footballistique en 1964. Il est également international avec la sélection du Chili entre 1950 et 1960.
Meléndez décède en 2002, victime d'un cancer.

## Palmarès

### En club
| Titre                     | Club            | Pays  | Année |
| ------------------------- | --------------- | ----- | ----- |
| Primera División de Chile | Everton         | Chili | 1950  |
| Primera División de Chile | Everton         | Chili | 1952  |
| Segunda División de Chile | Unión La Calera | Chili | 1961  |

### Individuels
| Distinction                              | Année |
| ---------------------------------------- | ----- |
| Goleador de la Primera División de Chile | 1952  |